# Brajyne
Brajyne (en ukrainien : Бражине, en russe : Бражино, Brajino) est un village de l'est de l'Ukraine, dans l'oblast de Donetsk, dépendante du raïon de Horlivka, et appartenant à la communauté urbaine de Snijne. Il était peuplé de 312 habitants en 2019.

## Géographie
Le village se situe près de la rivière Olkhovtchyk, affluente du fleuve côtier Mious, qui se jette plus au sud dans la mer d'Azov. Il est assis sur le Plateau du Donets, à 241 mètres d'altitude. Il se trouve à 5,5 km au sud-est de la ville de Snijne, à 70 km au sud-est de la ville de Horlivka, et à 76,5 km à l'est de celle de Donetsk. Il est limitrophe au nord de la commune de Hirnytske, dans la périphérie est de la ville de Snijne.